# Benjamin Brian Castro
Benjamin Brian Castro (Oceanside, Nova Iorque, 22 de dezembro de 1989), mais conhecido por seu nome artístico Sebastian Castro, é um ator, cantor e artista visual nipo-peruano-americano, e também sensação do YouTube.
Castro ficou conhecido internacionalmente pelo seu vídeo musical "Bubble". Ganhando mais de um milhão de acessos nos dois primeiros dois meses, "Bubble" levou a fama de Castro ao Sudeste Asiático, principalmente nas Filipinas e Tailândia.
Castro atuou como Sebastian no filme Voyage, ambientado na Europa e Ásia, e filmado no idioma inglês. O filme foi dirigido por Danny Cheng Wan-Cheung (mais conhecido por Scud), que também pediu para Castro produzir alguns trabalhos artísticos originais do filme.

## Vida pessoal
Castro nasceu em Long Island (Nova Iorque). Com 17 anos, Castro foi rejeitado por seus pais por ser gay. Ele financiou sua educação de forma independente.
Ele estudou no Savannah College of Art and Design, mas acabou saindo cedo para se concentrar em sua carreira de ator e cantor.
Sebastian Castro foi por vezes comparado com a modelo transexual BB Gandanghari do reality Pinoy Big Brother: Celebrity Edition. Castro comentou: "Não tenho nenhum problema com isso. Apenas não faz o meu estilo."

## Carreira
Castro fez uma aparição no filme independente Residencia de (2004) e na longa-metragem Voyage de (2013), onde foi escrita e dirigida por Scud. Castro atualmente trabalha nos filmes filipinos.
Em 14 de fevereiro de 2013, o primeiro videoclipe de Castro, "Bubble" no YouTube, teve mais de 700,000 de acessos no primeiro mês. Bubble popularizou ainda mais a dança "Bubble Pop," principalmente nas Filipinas. Antes de lançar o videoclipe homo-erótico Bubble, Castro não estava aberto ao público sobre sua sexualidade.
Em fevereiro de 2013, Sebastian Castro assinou com uma gravadora. Ele compôs uma música para o curta Jersey Parker: Party.
Castro teve vários patrocínios no Sudeste Asiático incluindo, Jollibee, Pantene, e Sun Cellular.   Ele foi destaque no Cosmopolitan Bachelors realizado nas Filipinas em 2011 e atualmente é o garoto propaganda de Skin 101, uma marca de cuidados com a pele.